# Campanula sparsa
Campanula sparsa är en klockväxtart som beskrevs av Imre Frivaldszky. Campanula sparsa ingår i släktet blåklockor, och familjen klockväxter.

## Underarter
Arten delas in i följande underarter:
- C. s. sparsa
- C. s. sphaerothrix